# 張黎
張 黎（ちょう れい、? - 452年）は、北魏の官僚・軍人。本貫は雁門郡平原県。

## 経歴
書記と算盤を得意とし道武帝の知遇を得た。明元帝の時代に広平公の爵位を受け、国政の機密に参与した。太武帝が即位すると、旧功により大司農卿に任じられ、鎮北将軍の号を加えられた。太武帝が夏の赫連定を討つと、張黎は従軍して、征北大将軍の号を受け、楽安王拓跋範や済南公崔徽とともに長安に駐屯した。439年（太延5年）、太武帝が北涼を攻撃すると、張黎は1万2千の軍勢を率いて莎泉道を進軍した。柔然の呉提が北涼救援のために侵入すると、張黎は司空の長孫道生とともに柔然軍を迎え撃った。444年（太平真君5年）、皇太子拓跋晃が国政を総覧すると、張黎は東郡公崔浩らとともに輔政にあたった。拓跋晃が薨去すると、張黎は太尉を兼任し、拓跋晃の諡号の決定に参与した。
452年（正平2年）、太武帝が宗愛により殺害され、南安王拓跋余が擁立されると、張黎は太尉に任じられた。文成帝が即位すると、張黎は免職され、古弼とともに処刑された。

## 伝記資料
- 『魏書』巻28 列伝第16
- 『北史』巻25 列伝第13